# The Journal of Pathology
Das Journal of Pathology, abgekürzt J. Pathol., ist eine wissenschaftliche Fachzeitschrift, die vom Wiley-Blackwell-Verlag veröffentlicht wird. Derzeit erscheint die Zeitschrift mit 12 Ausgaben im Jahr. Es werden Arbeiten veröffentlicht, die sich mit pathophysiologischen und pathogenetischen Mechanismen von Erkrankungen beschäftigen.
Der Impact Factor lag im Jahr 2015 bei 7,381. Nach der Statistik des ISI Web of Knowledge wird das Journal mit diesem Impact Factor in der Kategorie Onkologie an 18. Stelle von 213 Zeitschriften und in der Kategorie Pathologie an vierter Stelle von 75 Zeitschriften geführt.